# 삼성 아티브

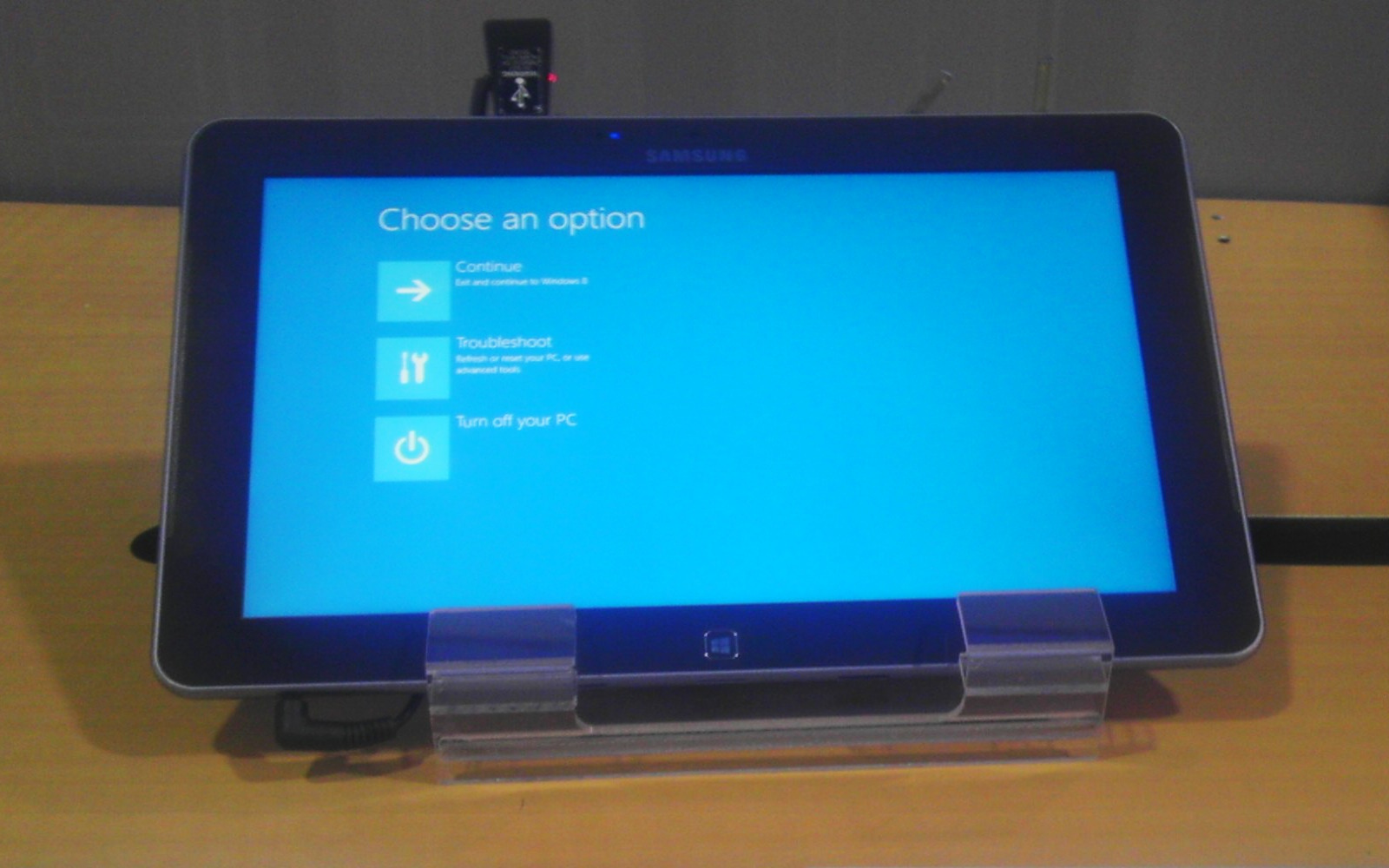

삼성 아티브(Samsung ATIV)는 삼성전자의 윈도 운영체제 기반 브랜드이다. 2012년 8월 29일에 윈도우 8, 윈도우 RT, 윈도 폰 8 운영 체제를 사용하는 기기의 브랜드로 런칭하여 아티브 S, 아티브 탭, 아티브 스마트PC(현 아티브 탭 5), 아티브 스마트PC 프로(현 아티브 탭 7)를 발표하였다. 2013년 7월에 기존의 삼성 센스 브랜드를 이어받은 '시리즈', 삼성 옴니아, '매직스테이션' 등 기존의 아티브 모델명을 쓰던 제품군들이 통합되어 공식 출범하였다.

## 제품군

### 스마트폰
- 삼성 아티브 S
- 삼성 아티브 오디세이
- 삼성 아티브 S 네오 : 기존의 삼성 아티브 S의 스펙 일부 하향 및 LTE 지원
- 삼성 아티브 SE

### 컴퓨터

#### 태블릿 컴퓨터
- 아티브 탭 : 윈도 OS를 사용하는 분리형 모델
  - 아티브 탭 : 윈도 RT를 사용한다.
  - 아티브 탭 3 : 기존의 아티브 탭 라인업 모델로 윈도우 8을 사용하며 인텔 아톰 프로세서 탑재하였다.
  - 아티브 탭 5 : 기존의 아티브 스마트 PC 라인업 모델로 인텔 아톰 프로세서 탑재하였다.
  - 아티브 탭 7 : 기존의 아티브 스마트 PC 프로 라인업 모델로 인텔 코어 / 펜티엄 프로세서 탑재하였다.
- 삼성 아티브 Q : 윈도와 안드로이드 탑재한 듀얼 OS 모델. 현재 출시가 보류되었다.

### 데스크톱 컴퓨터
- 삼성 아티브 원 : 기존의 '올인원 PC' 라인업
  - 아티브 원 3
  - 아티브 원 5 스타일
  - 아티브 원 7

### 노트북 컴퓨터
- 삼성 아티브 북 : 기존의 '시리즈' 라인업
  - 아티브 북 2
  - 아티브 북 3
  - 아티브 북 4
  - 아티브 북 5
  - 아티브 북 6
  - 아티브 북 7
  - 아티브 북 8
  - 아티브 북 9 라이트
  - 아티브 북 9
  - 아티브 북 9 플러스

## 같이 보기
- 삼성전자
- 삼성 센스
- 삼성 옴니아
- 삼성 매직스테이션